# George Keppel (militar)
George Keppel, MVO (14 de octubre de 1865 - 22 de noviembre de 1947) fue un soldado británico y el marido de Alice Keppel, quien fue amante del rey Eduardo VII del Reino Unido. Keppel fue el hijo menor de William Keppel, séptimo conde de Albemarle, y su esposa Sofía. Se graduó en el Royal Military College en 1885 y poco después se unió a los Gordon Highlanders. Renunció a su cargo en 1892, pero se unió a la Artillería de Norfolk en 1894. Fue promovido a capitán en 1908 y fue nombrado miembro de la Real Orden Victoriana un año más tarde después de tener contacto con el rey durante su visita a Norwich ese año.
El 1 de junio de 1891, se casó con Alice Federica Edmonstone (una de las hijas de sir William Edmonstone, cuarto barón Edmonstone) y tuvieron dos hijas: Violet (1894-1970) y Sonia Rosemary (1900-1986). En 1898, la señora Keppel se convirtió en amante del entonces príncipe de Gales y continuó como tal hasta su muerte en 1910. Keppel sabía del asunto y obedientemente se esfumaba cuando el rey estaba con Alice. A través de su hija, Sonia, Keppel fue abuelo de Rosalind Cubitt y, por lo tanto, bisabuelo de Camila de Cornualles.